# Cecil Adams
Cecil Adams ist der Name, mutmaßlich das Pseudonym, des Autors der Kolumne The Straight Dope, die seit 1973 in der Wochenzeitung The Chicago Reader erscheint.

## Zur Person
Die Identität von Cecil Adams ist bisher ungeklärt. Adams gibt in seiner Kolumne nur äußerst spärlich Details zu seiner Person preis und behauptet, er sei niemals fotografiert worden. Den Redakteur Ed Zotti (geb. 1951) bezeichnet Adams allerdings als Vertrauten.
Die Tatsache, dass Zotti ein Buch (Know it all!) im Stile Adams’ schrieb, gilt in der Leserschaft unter anderem als deutliches Indiz dafür, dass sich Zotti selbst hinter dem Pseudonym Cecil Adams verbirgt.

## „The Straight Dope“
Neben der Originalausgabe in The Chicago Reader erscheint die Kolumne The Straight Dope in rund 30 US-amerikanischen Zeitungen. Adams beantwortet darin Fragen der Leser. Dabei kann es sich sowohl um gewöhnliche Alltagsfragen als auch um zum Teil absurde Verschwörungstheorien oder moderne Sagen handeln. Der eigentümliche Humor der Kolumne resultiert dabei aus der Fragestellung selbst und aus der Beantwortung durch Adams. Adams’ Antworten können dabei recht ruppig ausfallen, anekdotisch beantwortet werden oder einen beachtlichen Rechercheaufwand erfordern. Die Themen und Kolumnen werden zudem von Adams’ Fangemeinde in Internetforen diskutiert. Gelegentlich äußert sich Adams dort auch selbst oder wird von seinen Lesern zur Korrektur aufgefordert.
Adams’ Kolumnen werden seit 1975 von dem Karikaturisten Slug Signorino illustriert. Das Online-Archiv von The Straight Dope umfasst rund 600 Artikel. Bisher sind fünf Bücher mit Adams’ Kolumnen erschienen.